# Locris subvinacea
Locris subvinacea är en insektsart som beskrevs av Jacobi 1921. Locris subvinacea ingår i släktet Locris och familjen spottstritar. Inga underarter finns listade i Catalogue of Life.